# Giulio Fontana

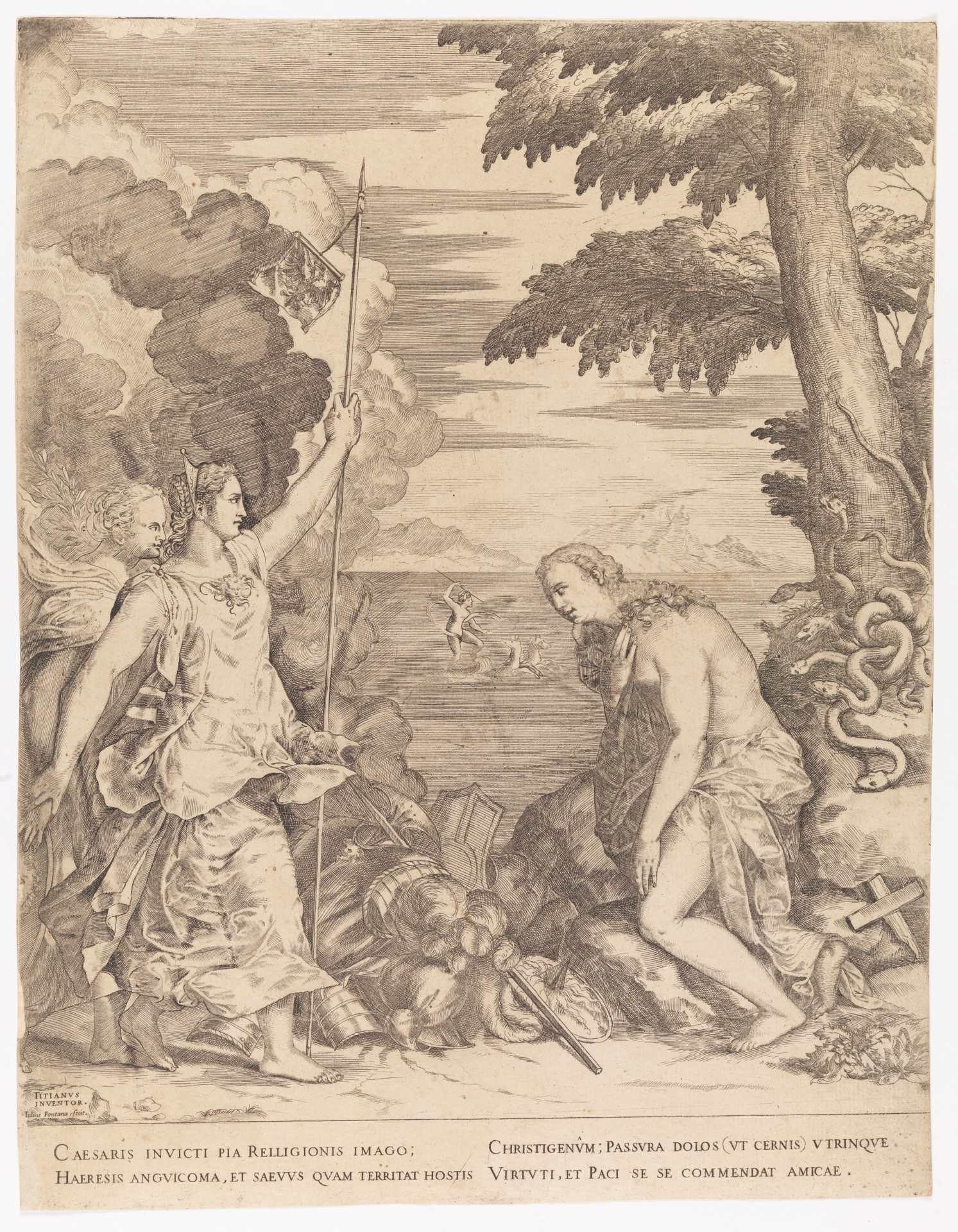
Giulio Fontana según Tiziano: La Religión socorrida por el Imperio, aguafuerte y buril. Gabinete de Dibujos, Estampas y Fotografías del Museo del Prado, donación Pedro Alberdi.

Giulio Fontana (Verona, 1543-Ebersdorf, actual Austria, 1582) fue un arquitecto, pintor y grabador italiano que trabajó en Viena y otras ciudades del Sacro Imperio Germánico durante el reinado de Maximiliano II. En los libros de arte, se le cita con frecuencia por varios grabados que hizo reproduciendo cuadros de Tiziano, en especial por dos cuyos originales al óleo se han perdido: La batalla de Cadore y La Religión socorrida por el Imperio.

## Vida y obra
Giulio Fontana era hermano del algo más conocido Giovanni Battista Fontana (1524-1587), pintor y grabador que trabajó en Viena. En 1562, ambos hermanos estaban pintando unos murales en el palacio vienés Schloss Kaiser-Ebersdorf, que se perdieron.
En 1576-78, Giulio estaba en el Tirol, trabajando para el archiduque Fernando de Austria en varias tareas como un plano topográfico del área de Iselberg y la construcción de la Capilla Silberne en la Hofkirche de Innsbruck.
Este artista es ahora más recordado porque grabó tres pinturas de Tiziano de las que al menos dos no subsisten actualmente: La batalla de Cadore (quemada en 1577, en el incendio del Palacio Ducal de Venecia), una Santa Margarita y La Religión socorrida por el Imperio, que perteneció a Maximiliano II y que luego se perdió. 
De este último cuadro produjo Tiziano pocos años después una versión para Felipe II (Museo del Prado): La Religión socorrida por España. En ella modificó la identidad de las figuras alegóricas: la matrona que representaba el Sacro Imperio Germánico se convierte en España, y la figura que le seguía (la Paz con una rama de laurel) lleva ahora una espada. Al fondo, la diosa Anfítrite, ahora un turco, se cubre con un turbante y lidera un escuadrón de naves; pasa a simbolizar el Imperio otomano. Es evidente que este cuadro, remitido por el pintor a Madrid en 1575, ensalzaba el triunfo militar de Felipe II en la batalla de Lepanto (1571). El grabado de Fontana atestigua el diseño de la versión perdida, lo que permite reveladoras comparaciones.
Giulio Fontana produjo además grabados para ilustrar libros producidos en Venecia, entre ellos Trattato di scienza d'arme de Cornelio Agrippa y una Vida de nuestra bendita señora María Virgen publicada en español.